# خان صدر أباد
خان صدر أباد (بالفارسية: کاروانسرای صدرآباد) هي خان تاريخية تعود إلى عصر السلالة الصفوية والقاجاريون، وتقع في مقاطعة قم.